# Tabitha Soren
Tabitha Soren, nata Tabitha Lee Sornberger (San Antonio, 19 agosto 1967), è una giornalista statunitense.
Nota al pubblico per i suoi servizi su MTV News e campagne promotrici come Choose or Lose (in Italia nota come Tocca a noi) per spingere i giovani a votare e capire la politica.

## Biografia
Soren nasce in Texas da una famiglia tradizionale. Nel 1987, a soli diciannove anni, viene accettata dai Beastie Boys per apparire nel video musicale di (You Gotta) Fight for Your Right (to Party), un singolo di successo presto trasmesso su MTV che ottiene un gran successo. Negli stessi anni studia alla New York University
Nel 1997 si sposa con lo scrittore e giornalista Michael Lewis, dopo il quale assume il nome Tabitha Lee Lewis che usa anche in televisione in sostituzione a quello di battesimo.
Alcuni spezzoni di interviste tra la Soren e il rapper Tupac Shakur sono stati inseriti nel documentario Tupac: Resurrection.

## Nella cultura di massa
- Nel film American History X (1999) viene citata dal protagonista Daniel Vinyard, interpretato da Edward Furlong, e accusata di sostenere il sionismo insieme a tutta MTV e impartire lezioni di vita.[2]